# Монок
Монок (угор. Monok) — містечко в медьє Боршод-Абауй-Земплен, Угорщина, є частиною винноробного регіону Токай.

## Географія
Найближче місто — Серенч за 12 км. Сусідні містечка  — Голоп, що знаходиться на відстані 5 км, Легєсбені на відстані 7 км та Таллі 7 км.
Містечко знаходиться у долині між двома пагорбами Вільвітани на півночі та Серенч на півдні, які входять до гірського масиву Земплен.

## Історія
Невідомо, коли містечко було засноване, але це був деякий час під час монгольської навали на Європу чи раніше вторгнення Угорщини.
Перший запис про містечко датований 1392 роком, сім'я Монакі володіла ним у 13 столітті. Назва містечка походить від слов'янського монах, тобто «чернець». Під час Османської імперії містечко було зруйноване, і в 1567 році воно було відзначене як безплідне поле. Наприкінці цього століття містечко було знову заселене, і близько 1570 року був побудований невеликий замок у стилі ренесансу. Пізніше містечко була власністю родини Андраші, яка ремонтувала замок та побудувала ще один поблизу у класичному стилі.

## Склад населення
93 % населення — угорці, решта 7 % — романського походження.

## Відомі особистості
- Лайош Кошут, лідер Угорщини, народився в Монок 19 вересня 1802 року
- Міклош Немет, прем'єр-міністр Угорщини, народився в Монок 24 січня 1948 року